# Operatie Galaxia
Operatie Galaxia ((es)  Operación Galaxia) was de codenaam voor een verijdelde couppoging die voorafging aan de 23-F coup in Spanje. De naam komt van het café Galaxia in Madrid (dat in 2011 als Café van Gogh door het leven gaat) waar de deelnemende officieren op 11 november 1978 bijeenkwamen.
De beoogde coup zou op 17 november 1978 plaatsvinden, teneinde de Spaanse transitie naar een democratisch stelsel die op dat moment plaatsvond te beëindigen. De datum van de coup was uitgekozen vanwege het feit dat koning Juan Carlos op dat ogenblik op reis zou zijn in Zuid-Amerika. De operatie werd geleid door drie mensen: luitenant-kolonel Antonio Tejero van de Guardia Civil, majoor Ricardo Saenz Ynestrillas, en een derde kolonel, wiens naam nooit bekend is geworden.
Er waren daarnaast ook een kapitein der infanterie van de politie en een infanteriecommandant van de landmacht aanwezig bij de beraadslagingen; deze twee stelden daarna hun superieuren op de hoogte van de coupplannen. De twee hoofdverdachten, Tejero en Ynestrillas, werden op 8 mei 1980 voor de krijgsraad gedaagd, en werden op weg naar de rechtbank toegejuicht door groepen die met nationalistische vlaggen zwaaiden, maar ook door boeroepende massa's, hetgeen wel aangeeft dat de Spaanse samenleving op dat vlak flink verdeeld was. De militaire aanklager eiste zes jaar gevangenschap voor Tejero, en vijf jaar voor Ynestrillas, maar ze werden uiteindelijk slechts veroordeeld tot respectievelijk zeven maanden en een dag en zes maanden en een dag, de voor dit vergrijp geldende minimumstraf. Beiden behielden hun militaire rang, Ynestrillas werd zelfs later bevorderd tot commandant-majoor.

## De couppoging van 1981
Luitenant-kolonel Tejero had de smaak enigszins te pakken gekregen, en probeerde het op 23 februari 1981 opnieuw, en kwam nu iets verder dan plannen maken: tijdens een stemronde in het Congres van Afgevaardigden over wie de nieuwe Spaanse premier zou worden stormde hij met 200 gewapende mannen het parlementsgebouw binnen, en gijzelde de 350 afgevaardigden en het kabinet, en kondigde een samenstelling van een militaire junta aan. Ook deze couppoging faalde echter, mede door ingrijpen van koning Juan Carlos. Tejero werd veroordeeld tot 40 jaar gevangenisstraf, en werd na daar 15 jaar van uitgezeten te hebben in 1996 vrijgelaten.